# كيسي كولبي
كيسي كولبي (بالإنجليزية: Casey Colby)‏ هو متزلج قفز أمريكي، ولد في 3 نوفمبر 1974 في ليك بلاسيد في الولايات المتحدة.

## وصلات خارجية
- كيسي كولبي على موقع الاتحاد الدولي للتزلج (القفز التزلجي) (الإنجليزية)
- كيسي كولبي على موقع اللجنة الأولمبية الدولية (الإنجليزية)
- كيسي كولبي على موقع أوليمبيديا (الإنجليزية)